# Cotana calliloma
Cotana calliloma är en fjärilsart som beskrevs av Turner 1903. Cotana calliloma ingår i släktet Cotana och familjen Eupterotidae. Inga underarter finns listade i Catalogue of Life.